# Ángel Vicente Ríos Maldonado
Ángel Vicente Ríos Maldonado  (16 de marzo de 1929 en Latacunga, Ecuador - 22 de diciembre de 1988 en Quito, Ecuador), fue un poeta y escritor.

## Biografía
A los pocos años de vida se trasladó con su familia a la ciudad de Quito dónde entró a la escuela El Cebollar de los hermanos Cristianos. Continuó sus estudios secundarios en el Instituto Nacional Mejía donde empezó su gusto hacia la literatura y escribió sus primeros poemas.
A sus 25 años publicó su primer libro titulado "Poemas Del Corazón".
Sin dejar su gusto por las letras inició sus estudios de ingeniería en la Universidad Central del Ecuador con los cuales desarrolló su vida profesional, pero siempre compartiendo su tiempo con la escritura de otras obras literarias como las novelas: Marina, El destino de Rosa María y Amor prohibido, pero que no pudieron ser publicadas a causa de su inesperada muerte.
- Datos: Q6173555